# Бэском, Флоренс
Флоренс Бэском (англ. Florence Bascom; 1862—1945) — американский геолог, одна из первых применившая петрографию для изучения кристаллических горных пород и определения их происхождения. В 1896 году она стала первой женщиной, вошедшей в штат Геологической службы США.

## Ранние годы
Родилась в Уильямстауне, штат Массачусетс, 14 июля 1862 года. Отец — Джон Бэском, профессор в Уильямс-колледжа, позднее президент Висконсинского университета в Мэдисоне. Мать — Эмма Кертис Бэском, участница суфражистского движения. Родители Флоренс были стойкими сторонниками равноправия женщин и поощряли получение женщинами высшего образования. В 1882 году Флоренция Бэском получила степени бакалавра искусств и бакалавра литературы, в 1884 году — степень бакалавра наук в Висконсинском университете, а ещё через три года — степень магистра. В 1893 году она стала первой женщиной, получившей степень доктора наук в Университете Джонса Хопкинса. Во время учёбы в этом университете, она была вынуждена сидеть за ширмой, чтобы не мешать мужчинам. Полученная ей степень доктора геологии стала второй в истории США, присвоенной женщине. В 1884 году Бэском начала преподавать в колледже, в Hampton School of Negroes and American Indians (в настоящее время — Хэмптонский университет). Через год работы учителем она возвратилась в Висконсинский университет, чтобы получить степень магистра. Окончив обучение, Бэском с 1887 по 1889 годы преподавала математику и науки в Рокфорд-колледж с 1887 по 1889, а затем с 1893 по 1895 годы работала в Университете штата Огайо. Университетскую должность она сменила на место в Брин-Мор-колледж, где могла проводить научные исследования и читать лекции по высшей геологии. Под её началом в этом колледже было открыто отделение геологии c полным курсом подготовки специалистов. Это отделение выпустило многих первых женщин-геологов XX века. Баском закончила преподавать в 1928 году, но продолжала работать в Геологической службе США до 1936 года.

## Карьера
Флоренс Бэском стала первой женщиной в Геологической службы США, получив должность помощника геолога в 1896 году. С 1896 по 1908 годы она работала помощником редактора журнала American Geologist. В 1909 году Бэском была повышена до геолога и получила в ведение Срединно-Атлантический регион Пьемонт. Значительную часть её работы составляло изучение кристаллических пород и геоморфологии этого региона. Её достижения в этой области сохраняют значимость и в XXI веке. Из под пера Бэском вышли известные публикации Геологической службы США о геологии Филадельфии (1909), Трентона (1909), Элктон-Уилмингтона (1920), Квакертаун-Дойлстауна (1931) и Ханибрук-Финиксвилла (1938). В первом издании журнала American Men of Science (ныне — American Men and Women of Science) ей присвоили 4 звезды, что являлось очень высокой оценкой для учёного любого пола.
Диссертация Бэском об уточненённой классификации некоторых пород, считавшихся осадочными, в качестве метаморфических, использовала передовые методы петрографии, и стала весьма важной в геологии.
Несколько учеников Бэском впоследствии также работали в Геологической службе США: Элеонора Блисс Нопф, Анна Джонас Стоуз, Луиза Кингсли, Кэтрин Фаулер-Биллингс, Мария Портер, Джули Гарднер и Ида Хелен Огилви.
В 1894 году Флоренция Бэском стала второй женщиной, избраной членом Геологического общества Америки. В 1924 году она стала советником, а в 1930 году — вице-президентом, этого общества. Также Бэском входила в Национальный исследовательский совета Соединённых Штатов и Американский геофизический союз. Геологическое общество Вашингтона позволило ей выступить с докладом: Бэском стала первой женщиной, удостоенной такой чести.
Флоренс Бэском умерла от инсульта 18 июня 1945 года.

## Память
В честь Фроренс Бэском названы:
- кратер Бэском на Венере;
- астероид 6084 Баском, обнаруженный в 1985 году.

## Публикации
Флоренс Бэском является автором более 40 статей по генетической петрографии, геоморфологии и гравию. В Wisconsin Magazine of History в марте 1925 года была опубликована автобиографическая статья Бэском о ранних годах в Висконсинском университете.
- «The Geology of the Crystalline Rocks of Cecil County» Maryland Geological Survey (1902)
- «The ancient volcanic rocks of South Mountain, Pennsylvania» Pennsylvania US Geological Survey Bulletin No. 136 (1896)
- «Water resources of the Philadelphia district» US Geological Survey Water-Supply Paper No. 106 (1904)
- «Geology and mineral resources of the Quakertown-Doylestown district, Pennsylvania and New Jersey» Edgar Theodore Wherry and George Willis Stose. US Geological Survey Bulletin No. 828 (1931)
- «Elkton-Wilmington folio, Maryland-Delaware-New Jersey-Pennsylvania» with B.L. Miller. Geologic atlas of the United States; Folio No. 211 (1920)